# 田中敏隆
田中 敏隆（たなか としたか、1922年12月11日 - 2005年6月20日）は、日本の発達・教育心理学者。大阪教育大学・神戸女子大学名誉教授。

## 来歴
大阪府生まれ。1949年東京文理科大学心理学科卒業。1950年大阪教育大学助手、1951年講師、1956年助教授、1962年「認知の発達的研究」で京大文学博士。1970年教授、1983年学長、1985年定年退官、名誉教授、神戸女子大学教授、文学研究科長、1998年名誉教授。中国河北大学客座教授。日本心理学会理事長・名誉会員。第17－18期日本学術会議会員。交通事故による脳挫傷のため大阪府高槻市の病院で死去、82歳。長男は小児科医田中英高（1955 - ）。1998年 勲二等瑞宝章を受章。

## 著書
- 『幼児の知能と知能検査 最新幼児用知能検査を中心に』田研出版、1968
- 『図形認知の発達心理学』講談社、1966
- 『驚異の田中式英才ワーク』ひかりのくに、1977
- 『認知の実験発達心理学 図形と文字を中心にして』中央法規出版、1991
- 『発達と指導 誕生から就学までを中心にして』中央法規出版、1991
- 『知と心の家庭教育 乳幼児に生きる力を培う』中央法規出版、2000
- 『子供の認知はどう発達するのか』金子書房、2002

### 共編著
- 『ガイダンスに於けるデイーンの活動 理論と実際』後藤与一共著、駸々堂、1950
- 『幼児の体育あそび 体育遊具を使った理論と実際』重田為司共著、ひかりのくに昭和出版、1962
- 『児童の発達心理学 幼稚園児・学童・特殊児童の心理』共著、田研出版、1967
- 『教育心理学』後藤与一,前田三郎共編著、田研出版、1968
- 『幼児の発達と指導』高橋省己,池田富造共著、ひかりのくに、1974、幼児教育演習シリーズ
- 『教育心理学入門』編、協同出版、1980
- 『児童心理学入門』編著、協同出版、1980
- 『講座保育内容の実践 [1] 総論』編著、学苑社、1981
- 『知能と知的機能の発達 知能検査の適切な活用のために』田中英高共著、田研出版、1988
- 『幼稚園・保育所の保育内容 理論と実践　保育総論』監修・編集 吉永八代子総括編集、田研出版、1992
- 『学生・教師のための教育心理学』編著、田研出版、1995
- 『心理学者が語る心の教育 未来を託す子どもたちへ、58のメッセージ』行吉哉女共編著、実務教育出版、1999
- 『5歳児のクラス運営』神長美津子,吉永八代子共編著、ひかりのくに、2000、新・年齢別クラス運営
- 『「子どものこころ」の見方、育て方 理解し、育み、守るために』松原達哉,金澤一郎共編、培風館、2006

### 翻訳
- ハンナ・ワーワース・スワート『シュルツ伝記 アメリカ最初の幼稚園』中谷彪共編訳 学苑社、1981

## 論文
- 「図形類同視における方向及び配置の発達的研究 II III IV V VI VII VIII 」 『心理学研究』 第27巻 2号 1956・第28巻 6号 1958・第30巻 2号 1959・第31巻 3号 1960・第32巻 2号・4号 1961・6号 1962
- 共著 「図形認知の発達的研究-同一視について」 『心理学研究』 第34巻 4号 1962
- 「身体発達の逐年的研究」 『教育心理学研究』 第11巻 4号 1963
- "Development on the figure cognition", Psychologia, Vol. 7, No. 3 - 4, 1964
- 「イギリス心理学の現況」 『心理学評論』 第9巻 1966
- 「保育効果に関する心理学的研究」 『教育心理学研究』 第16巻 3号 1968
- 「図形認知の発達的研究 (2) -知覚段階と思考段階の検討」 『心理学研究』 第40巻 3号 1969
- 「精薄児の図形認識に関する研究」 『教育心理学研究』 第17巻 3号 1969
- 「図形概念に関する発達-発達段階と性差の検討」 『心理学研究』 第41巻 6号 1941
- 共著 「精神薄弱児の図形認知に関する研究 2」『教育心理学研究』 第21巻 2号 1973
- 共著 「文字認知に関する発達 (1)」 『心理学研究』 第45巻 1号 1974
- 共著 「文字認知に関する発達 (2)」 『心理学研究』 第48巻 1号 1977
- 「方向認知に関する研究-図形と文字について」 『教育心理学研究』 第26巻 2号 1978
- 「一般心理学と発達心理学」 第20回日本教育心理学会総会「歴史と展望」刊行委員会 『教育心理学シンポジウム-歴史と展望 1959 - 1978』 川島書店 1980

## 参考
- 『人事興信録』1995年
- 「会報 田中敏隆氏追悼記--田中敏隆先生を偲んで〔含 略歴,主要業績〕」大日方重利 心理学研究、2005-10
- 『日本心理学者事典』クレス出版、2003年。ISBN 4-87733-171-9。